# 醫師節 (中華民國)
醫師節，為中華民國政府訂定，是中華民國的紀念日之一。1948年3月全國醫師公會於南京舉行聯合大會，因尊崇國父孫中山為術德兼備的醫師，又為效法其博愛濟世的精神，決議呈請政府明定以國父誕辰11月12日為醫師節。